# ハバノリ
ハバノリ（幅海苔、学名：Petalonia binghamiae）は、褐藻綱カヤモノリ目カヤモノリ科セイヨウハバノリ属に分類される一年生の海藻である。

## 特徴
日本のほぼ全域の、外洋に面した海岸の潮間帯によく見られる。秋に遊走子が岩などに着床し、晩秋に発芽、冬から春にかけて生育し、長さ15-25cm、幅1.5-5cmくらいの緑色を帯びた黄褐色から赤褐色のへら型の海藻になる。藻体は膜質で葉状。初夏から夏に水温が上昇すると成熟し、外洋に流されて一生を終える。押し葉標本は台紙によく接着する。
近縁種にセイヨウハバノリ（Petalonia fascia）があり、これが「ハバノリ」として販売されている場合もある。本種はハバノリよりもやや大きく、食味は区別が付かない。両種は形態的にも中間的な形質の個体が見つかっており、検討が必要とされている。

## 食品としてのハバノリ
ハバノリを冬から春にかけて採集し、2cmくらいに刻んで簀の子に並べ、天日で乾燥したものが「はば」または「はんば」と呼ばれる食品である。名前が「幅を利かす」に通じることから、地域によっては正月などに縁起物として供される。商品として販売されているものは、アサクサノリよりはやや面積が大きく、硬さがある。香味は、アサクサノリとコンブの香りを足して2で割り、それに磯臭さを加えたようで、独特の苦みとえぐみがあり、塩辛みがやや強い。
本来は海辺の村の婦人などが、冬から春の大潮のときに採集し、アサクサノリの代用品として自家用に生産・消費されたものであった。家庭で作られたものはでこぼこで隙間も多く、いかにも田舎っぽく野暮ったい食い物とされていた。しかし現在はその素朴さが買われ、1枚数百円から千円以上の高級食材となっている。生産量も少なく大部分が地元の消費であり、流通も採取時期以外は少ない。
千葉県東部（旧上総国）特に山武郡市では、お正月の雑煮に欠かせない食材である。暮れのうちに作っておいただし汁を沸騰させ醤油で味付けし焼いた切り餅を入れて雑煮を作り、揉んで細かく砕いたハバノリをたっぷりかけたはば雑煮を食べる。正月三が日は女性は台所に入らず、雑煮は男性が作るので簡単になっているのである。ハバノリだけでなく鰹節の削り節を混ぜることが多く、昨今はハバノリが高価であるため青海苔を混ぜることもある。派生として、ご飯にかけて、少し醤油を注いで食べたり、にぎりめしや餅に貼り付けて食べる方法もある。そのまま酒のつまみにする人もいる。
神奈川県西部の特に湯河原町や真鶴町では、2月頃の寒い時期に町内の各店先やイベント会場などで販売される。A4サイズで千五百円前後と高価な食材ではあるが、主に火でよく炙った後、ご飯の上に揉んで細かく砕き鰹節と醤油をかけて食べられる。この地域では味噌汁の具材などに使われたりするが、地元の人々からも邪道と言われることがある。自家消費のほか近所への贈答としても用いられ地域の結びつきを強めるための品としての意味合いもある。